# Salafistes (film)
Pour plus de détails, voir Fiche technique et Distribution.
Salafistes est un  documentaire français réalisé par Lemine Ould Mohamed Salem et François Margolin, sorti le 27 janvier 2016.

## Thème
Le thème du film porte sur le salafisme, le djihadisme et sur l'application de la charia par des groupes se réclamant de cette idéologie. Le tournage a lieu au Mali, en Mauritanie, en Tunisie, en Syrie et en Irak, pendant trois ans. Les premières images sont tournées au Mali par Lemine Ould Mohamed Salem, de août à novembre 2012, à Gao et Tombouctou, villes alors sous le contrôle des djihadistes d'Ansar Dine, du MUJAO et d'AQMI.

En tant que musulman, Lemine Ould Salem est autorisé par les djihadistes à se rendre sur place, il déclare dans une interview à Télérama : 

« Sur place, j'ai obtenu une autorisation de tournage qui m'a été accordée en échange de mon engagement à respecter douze conditions, entre autres le fait que je sois toujours accompagné ou encore l'obligation de montrer mes images avant de quitter la zone. J'avais le droit d'interroger des gens en désaccord avec les djihadistes mais pas de filmer le visage des combattants sans leur accord, ni les femmes portant une tenue contraire à celle exigée par la Charia. Ils ont respecté leurs engagements, moi les miens. Un rapport de confiance s'est installé, qui m'a permis d'être un peu plus libre de mes mouvements. »

Parmi les intervenants figurent le chef djihadiste malien Omar Ould Hamaha et Mohamed Salem al-Majlissi, jeune théologien mauritanien.
Abderrahmane Sissako est initialement associé au projet, mais il s'en retire en décembre 2012. Par la suite, il s'inspire des images de Lemine Ould Salem pour réaliser une œuvre de fiction ; Timbuktu, récompensé par sept Césars en 2015 dont ceux du meilleur film et du meilleur réalisateur,. De nombreuses séquences de Timbuktu sont directement inspirés d’événements réel abordés par le film Salafistes comme le procès du pêcheur et le meurtre d'un berger.
Après la guerre du Mali et l'application de la charia, le documentaire s'étend ensuite aux salafistes tunisiens et mauritaniens, puis aborde l'État islamique.
Le film est construit sans voix off, ni commentaire explicatif.

## Polémique
Le film est interdit aux moins de 18 ans par la Ministre de culture Fleur Pellerin en raison de la violence des images ; une scène d'amputation au Mali et des extraits d'exécutions issues des vidéos de propagande de l'État islamique,. Un extrait montrant l'assassinat d'Ahmed Merabet, policier tué pendant l'attentat contre Charlie Hebdo, est également retiré à la demande de sa famille et la scène d'amputation est finalement expurgée d'un passage de trois secondes.
Pour François Margolin : « C'est une vraie tartufferie de prétendre vouloir protéger les mineurs alors qu'il s'agit bel et bien de censure puisque, de fait, l'interdiction aux moins de 18 ans empêche toute diffusion télé et rend très difficile l'exploitation du film en salles ».
Le film est défendu par Claude Lanzmann qui le qualifie de « véritable chef-d’œuvre éclairant comme jamais aucun livre, aucun « spécialiste » de l’Islam ne l’a fait, la vie quotidienne sous la « charia », à Tombouctou, en Mauritanie, au Mali, en Tunisie, en Irak ».
La décision d'interdire le film au moins de 18 ans est également critiquée par Marianne et le journaliste et historien du cinéma Jean-Michel Frodon. Le Conseil d'Etat a définitivement annulé cette interdiction 2 ans et demi après.
Le film est en revanche critiqué par Le Monde, qui reproche un manque de recul, les carences de la mise en scène et des défauts de montage,.
Le tribunal administratif de Paris est saisi par les auteurs du documentaire qui contestent la décision de la Ministre. Le 18 février, il abaisse l'interdiction du documentaire au moins de 16 ans.
Le 12 juillet 2016, juste avant la sortie du film en salles, l'interdiction aux moins de 18 ans est levée par la justice.